# タリン市電500形電車
この項目では、エストニアの首都・タリンの路面電車であるタリン市電で2015年から使用されている、スペイン・CAF製の路面電車車両（超低床電車）について解説する。

## 概要・運用
タリンで公共交通機関を運営するタリン市交通会社は、二酸化炭素の排出量削減を始めとした環境対策の一環として2012年にタリン市電向けの新型路面電車に関する国際入札を実施し、翌2013年までにスペインの鉄道車両メーカーであるCAFとの契約が決定した。その後、オプション権を行使する形での追加発注を経て2015年から導入が行われたのが、高速運転に適した車種のウルボスAXL（Urbos AXL）である。
全長30.9 mの3車体連接車で、終端にループ線が存在する線形を有するタリン市電での運用に合わせ、運転台や乗降扉は片側のみに存在する。台車は全て主電動機を有した動力台車で、運転台側および後方には車端に回転軸や車軸を有する台車が備わる一方、中間車体は車軸を持たない独立車輪式台車が用いられている。車内全体の低床率は車端部分を除いた全体の70 %で、車椅子スペースは2箇所に存在する。また冷暖房双方に対応した空調装置に加え、進行方向や次の停車電停、経路を表示する車内案内表示装置や安全対策のための監視カメラも搭載されている。両開き式の乗降扉は各車体とも低床部分に存在する。
車体の大半が低床構造である事から主要な電気機器は屋根上に搭載され、エストニアの寒暖差が激しい気象条件にも対応可能な設計となっている。またスーパーキャパシタを用いた充電システムである「Greentech」システムを搭載しており、回生ブレーキ使用時に電気を貯める事で、電化されていない区間や架線の送電が停止した場合でも最大1 kmの距離を走行する事が出来る。
2015年3月31日から営業運転を開始し、翌2016年までに全20両の導入が完了した。主に3・4系統で使用されており、そのうち2017年の延伸によりタリン空港との接続した4系統に関しては全列車に500形が用いられている。また2020年以降は全車両においてwi-fiの使用が可能となっている。

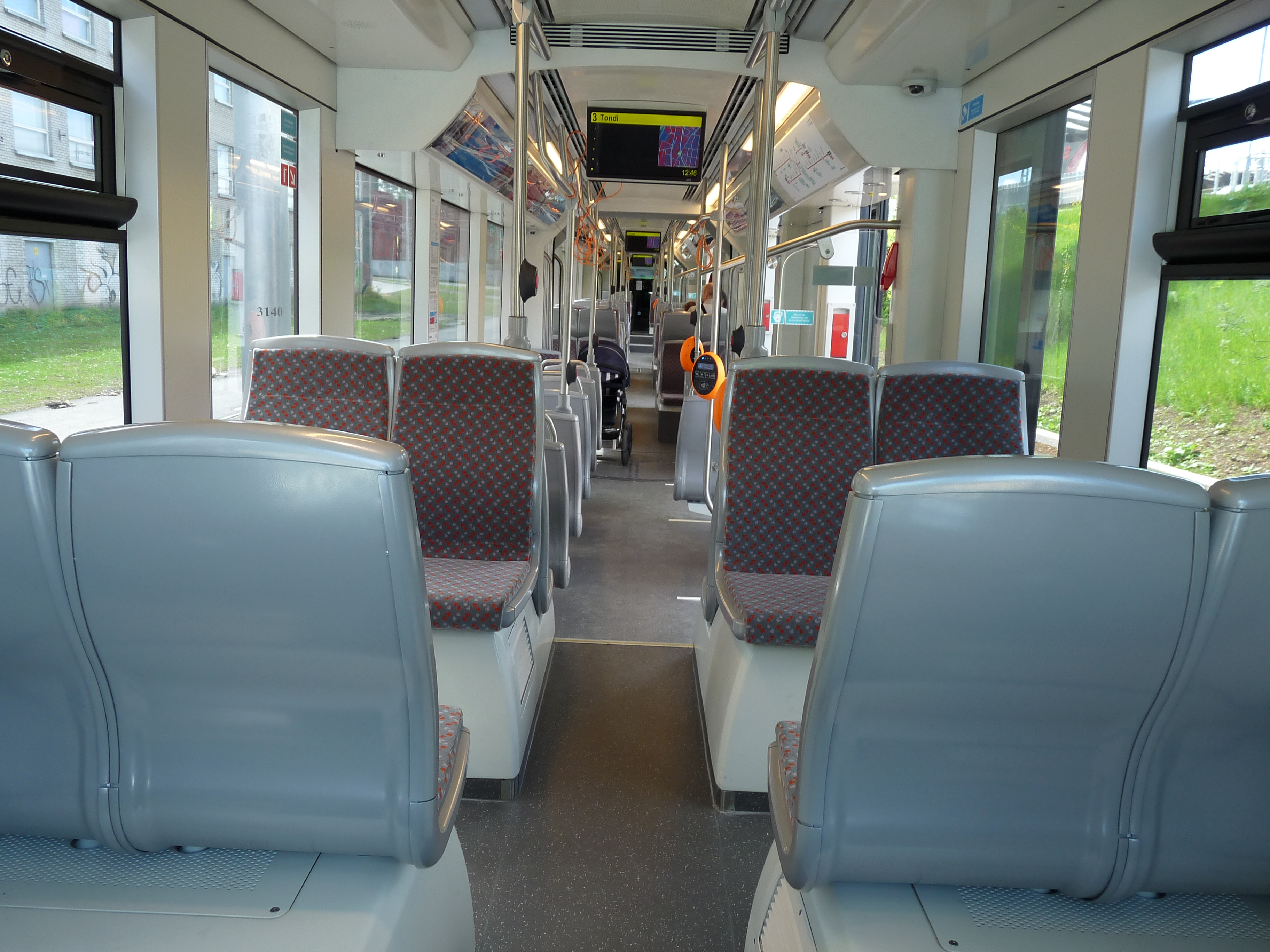
車内
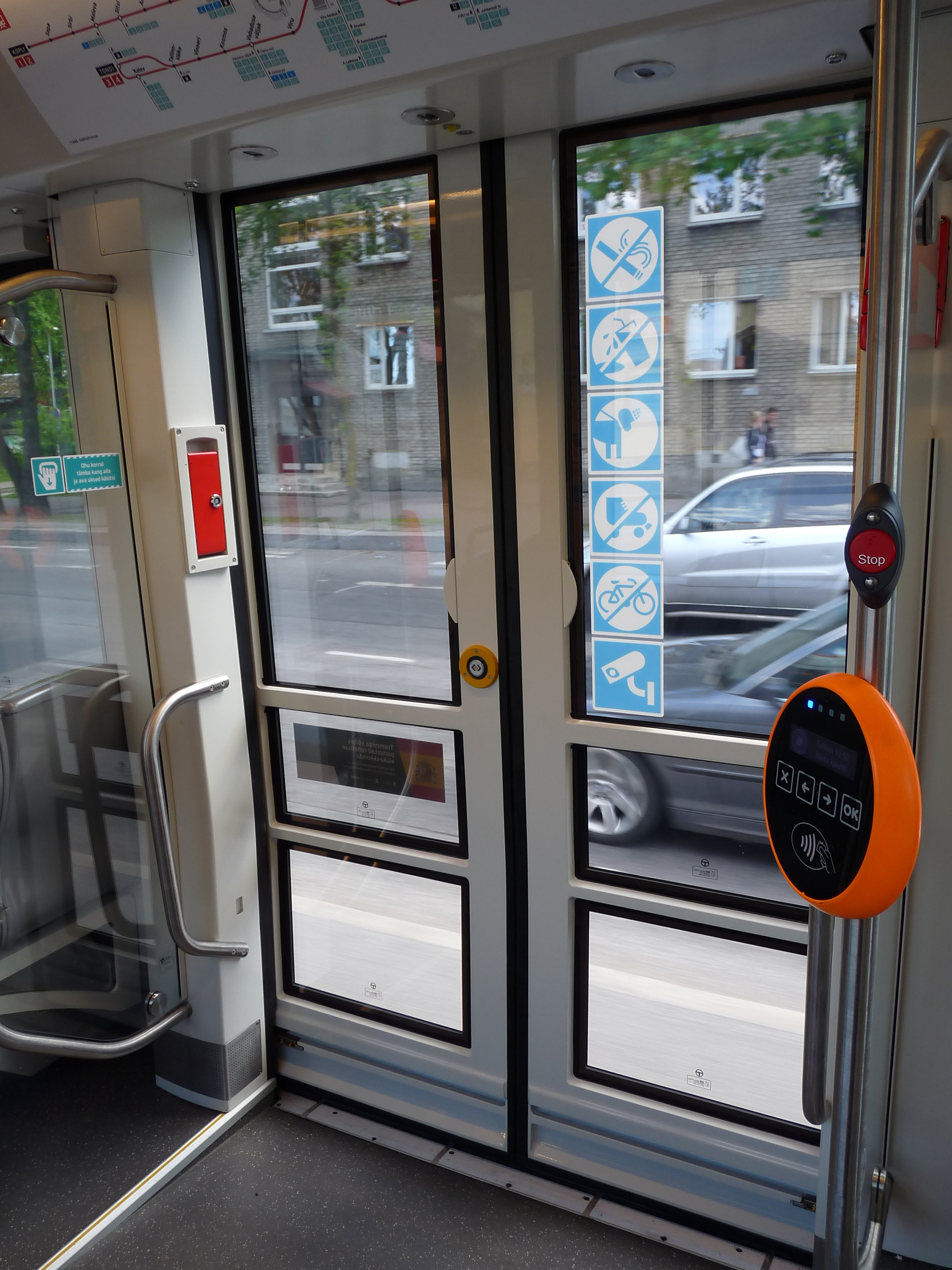
乗降扉
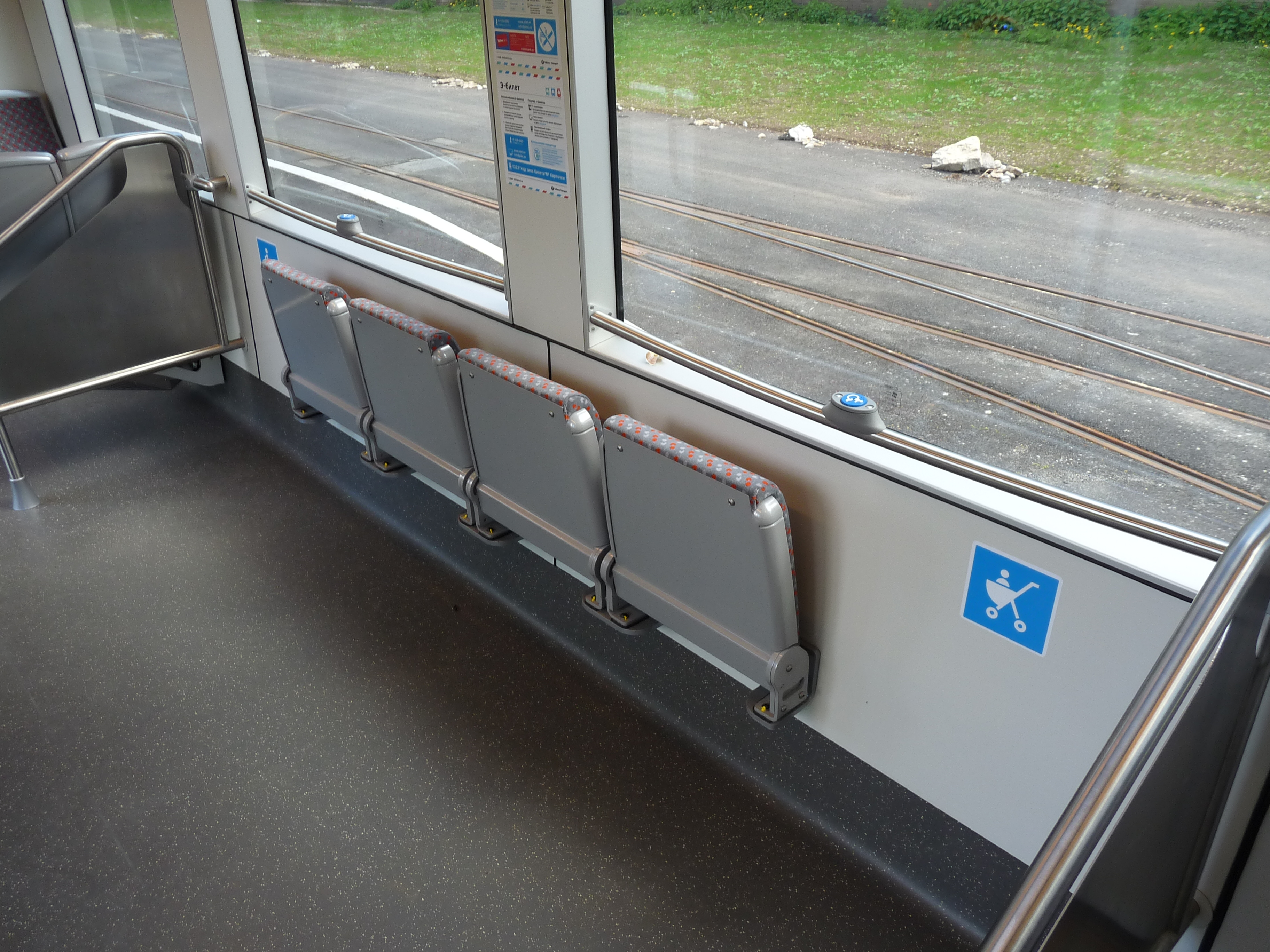
車椅子スペースには折り畳み座席が設置されている
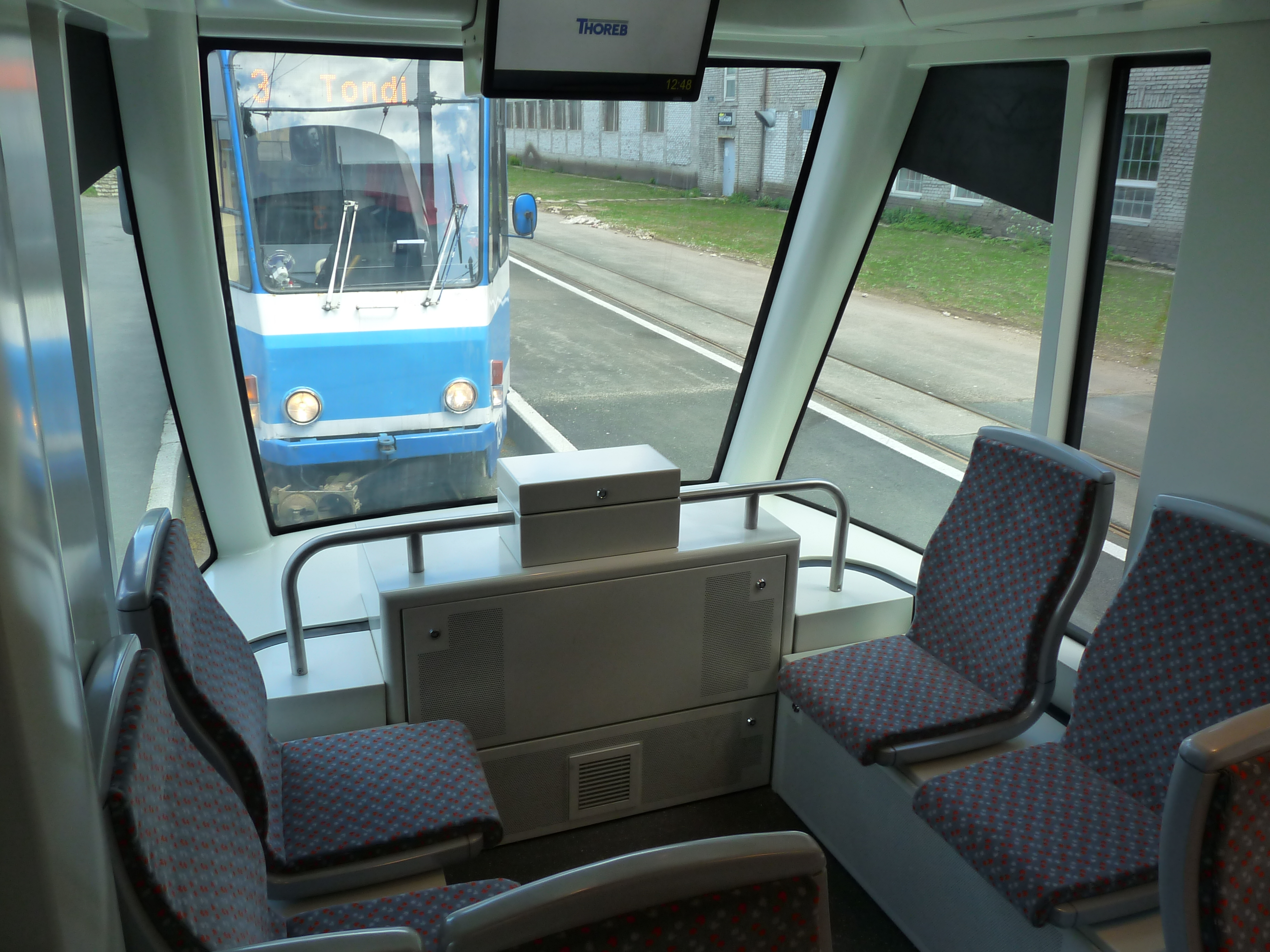
後方には運転台がない

## 愛称
タリン市交通会社では、500形の全20両に対して女性の名前を用いた以下のような愛称を付けている。

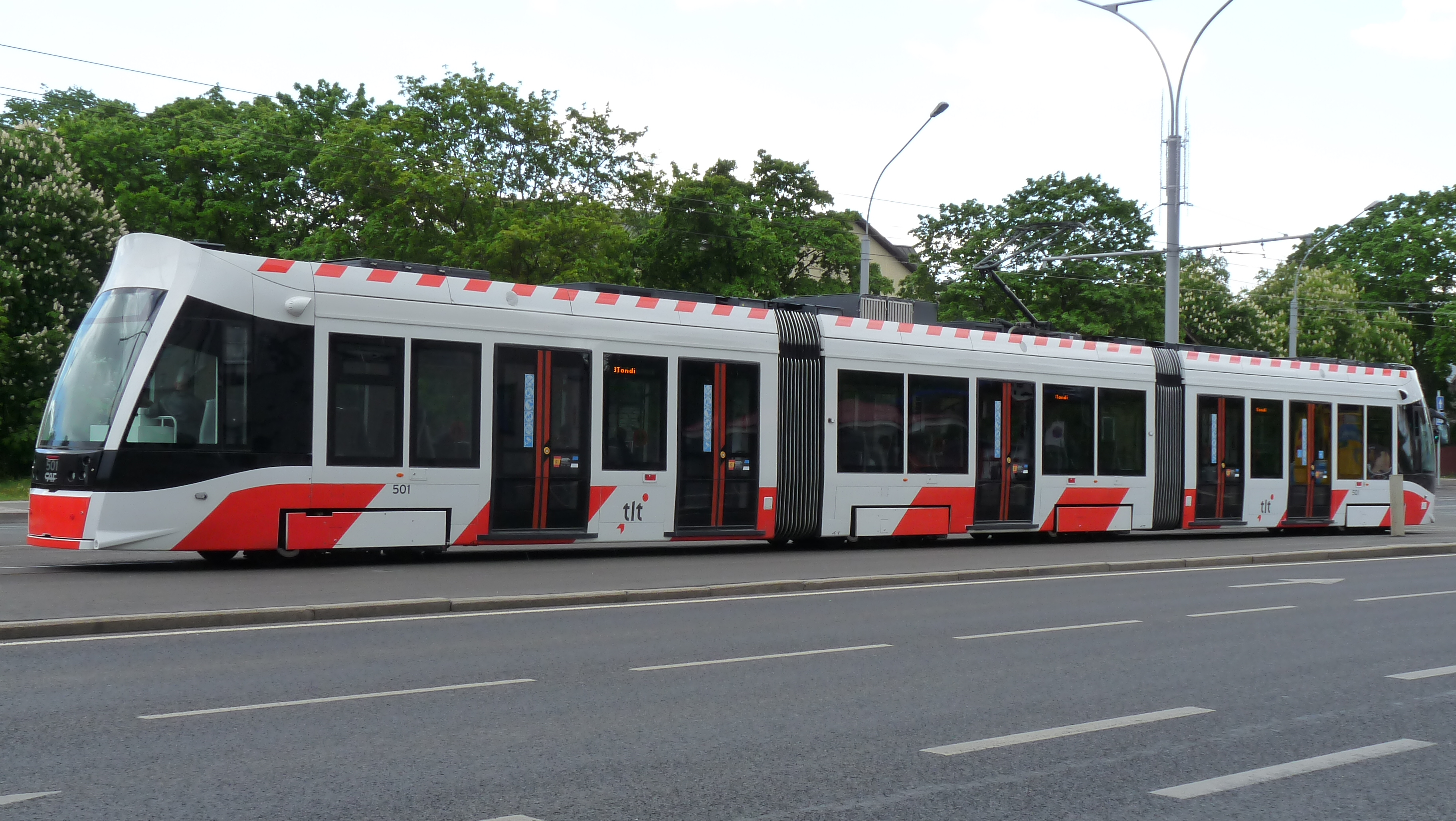
Moonika（501）
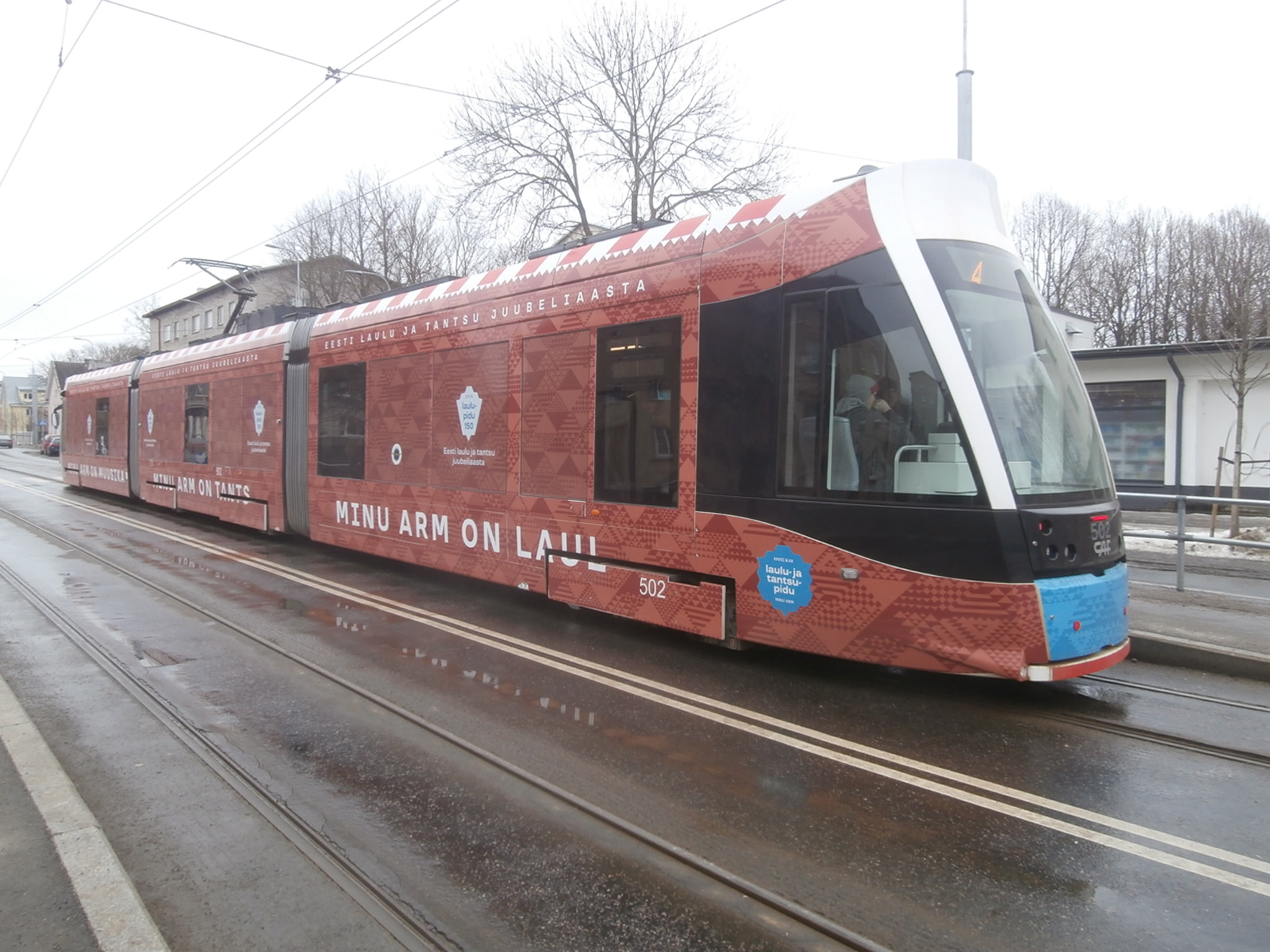
Paula（502）
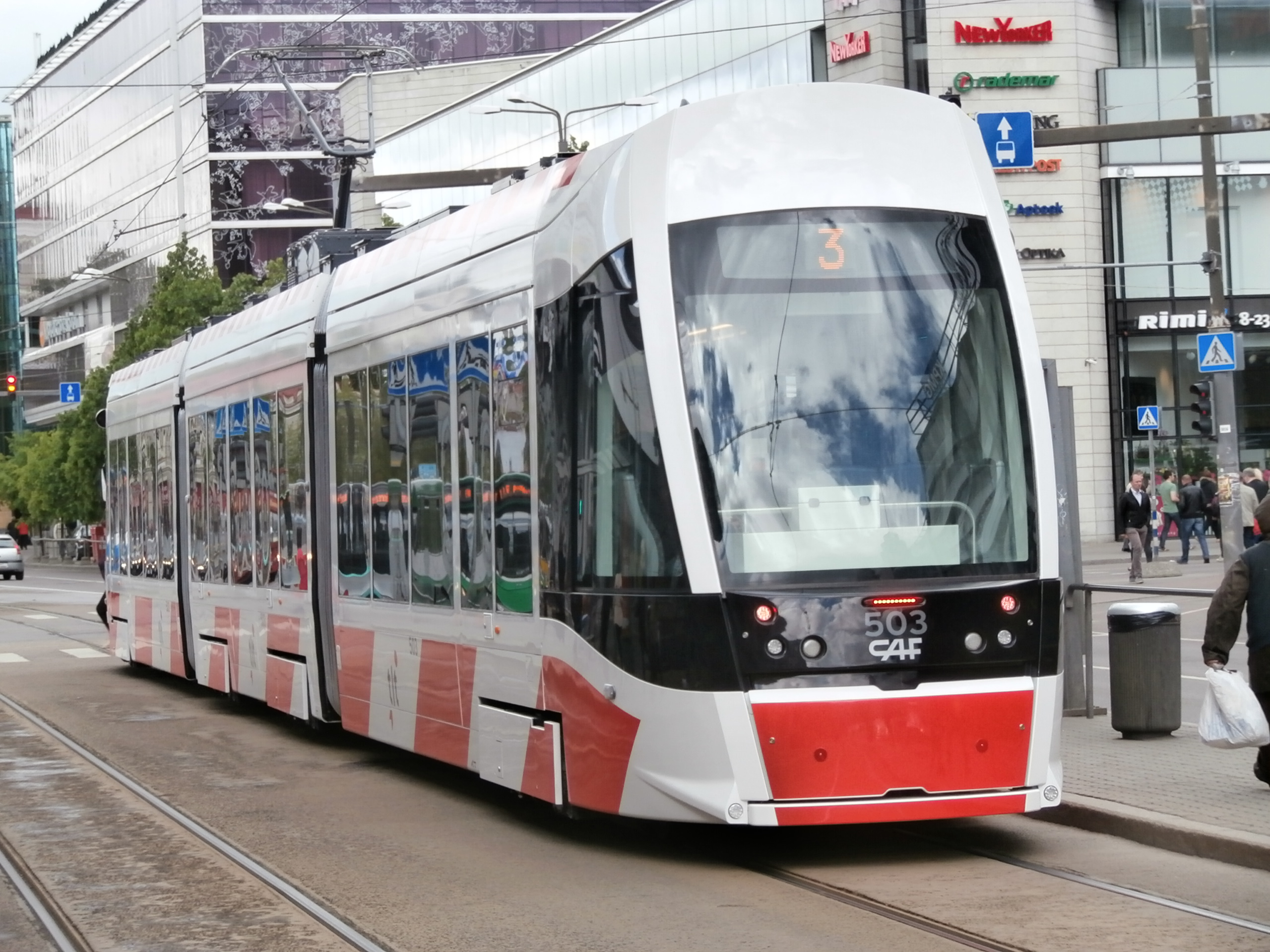
Anna（503）
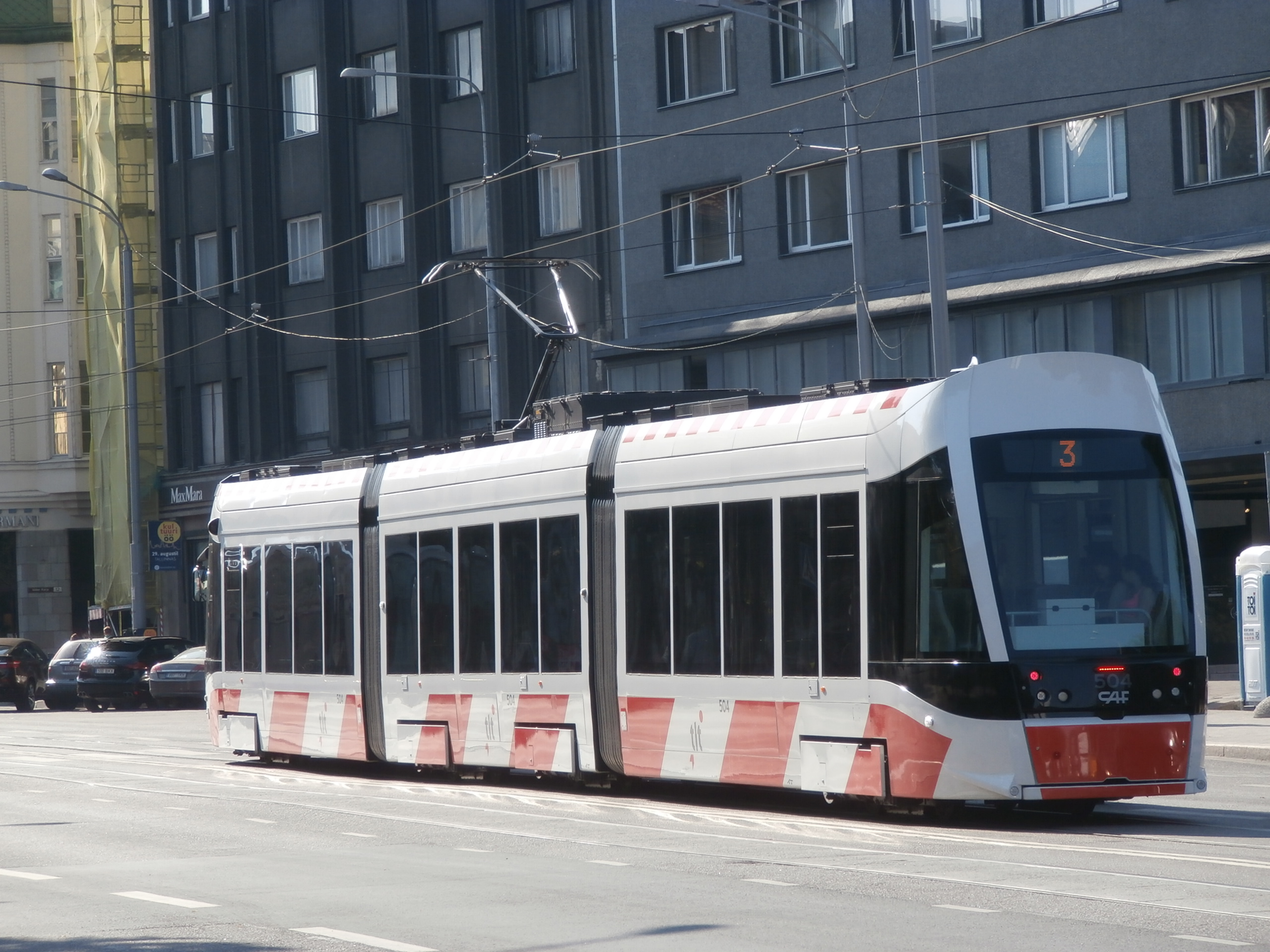
Liidia（504）
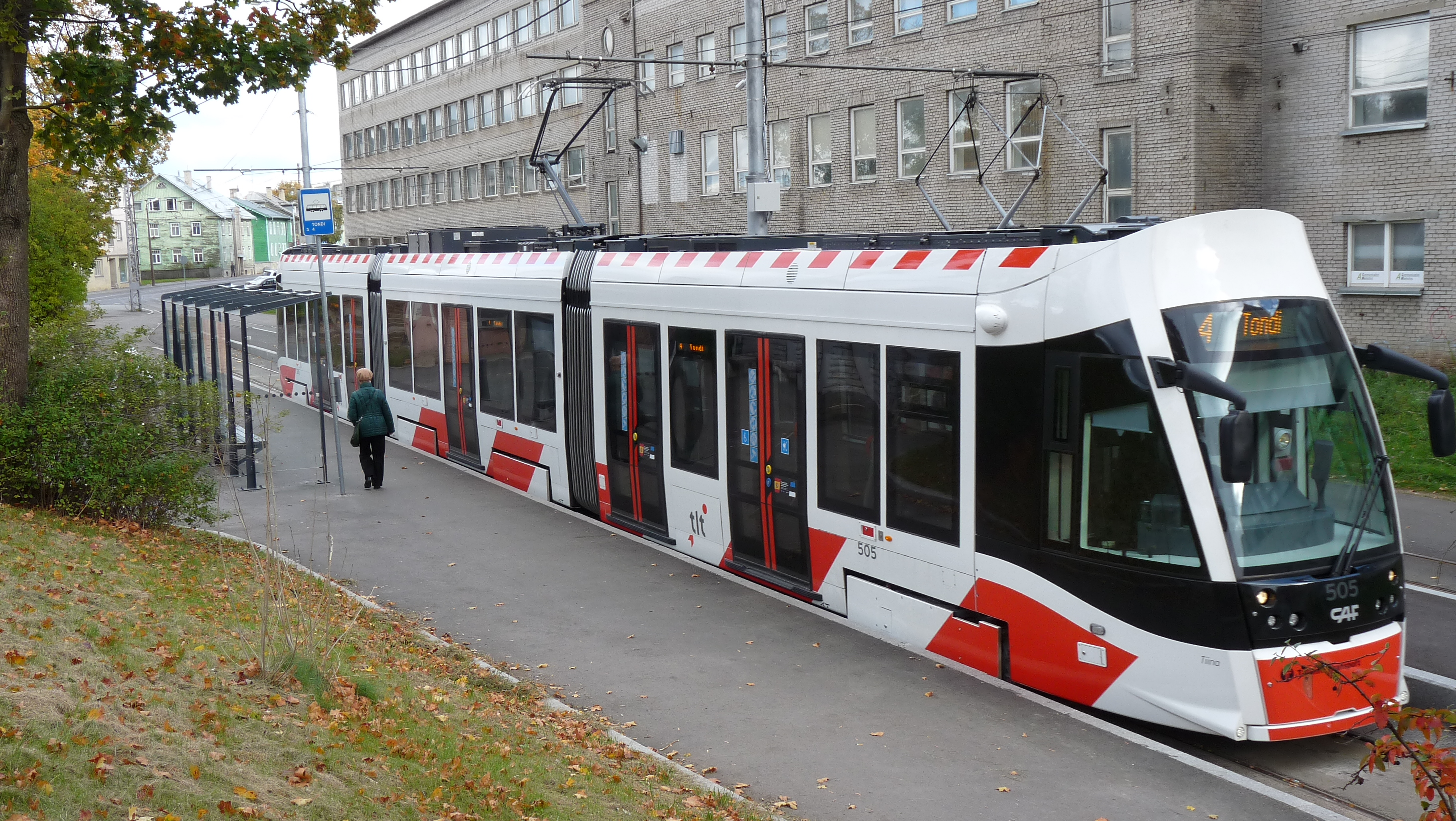
Tiina（505）
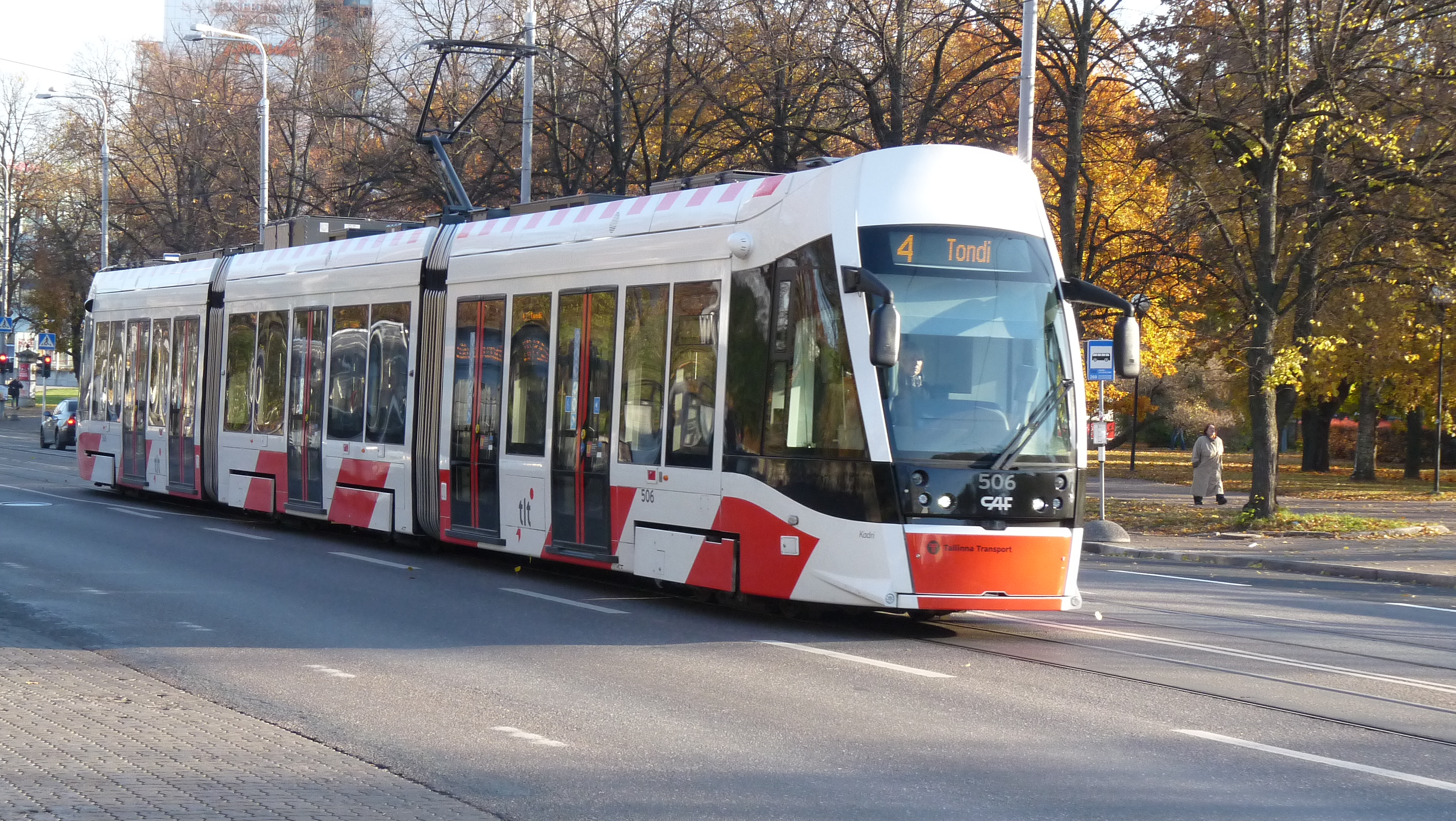
Kadri（506）
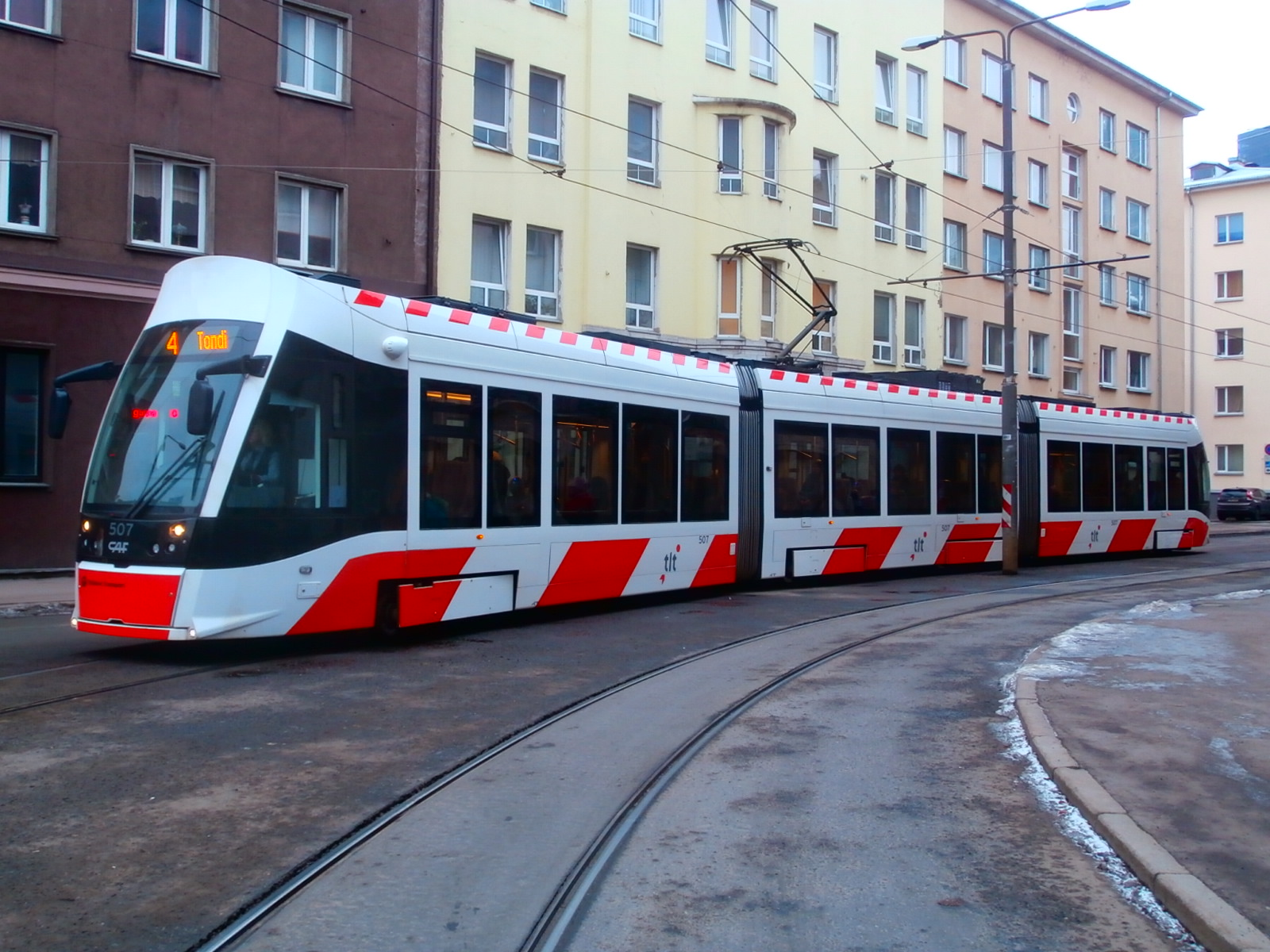
Eerika（507）
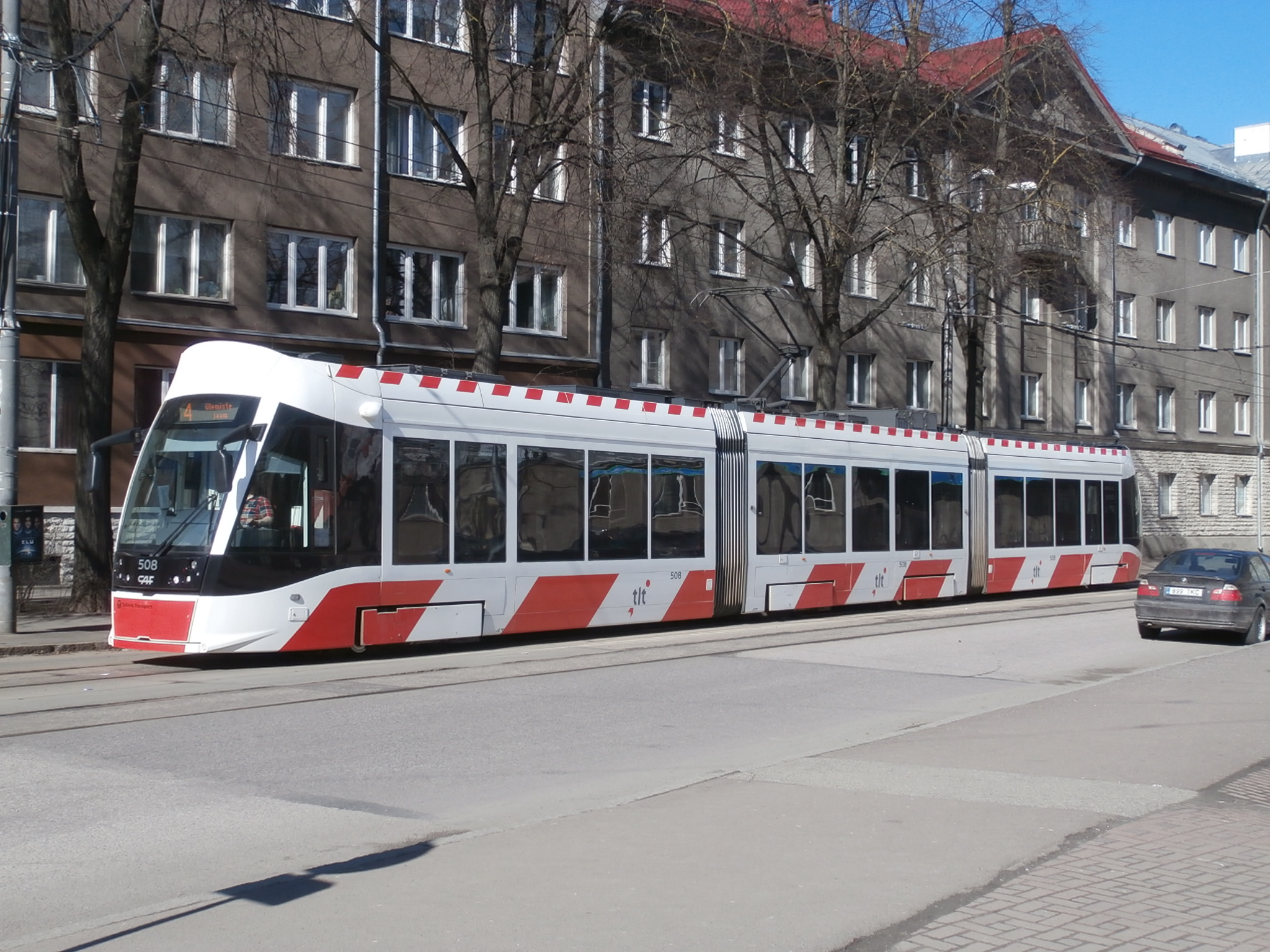
Jaanika（508）
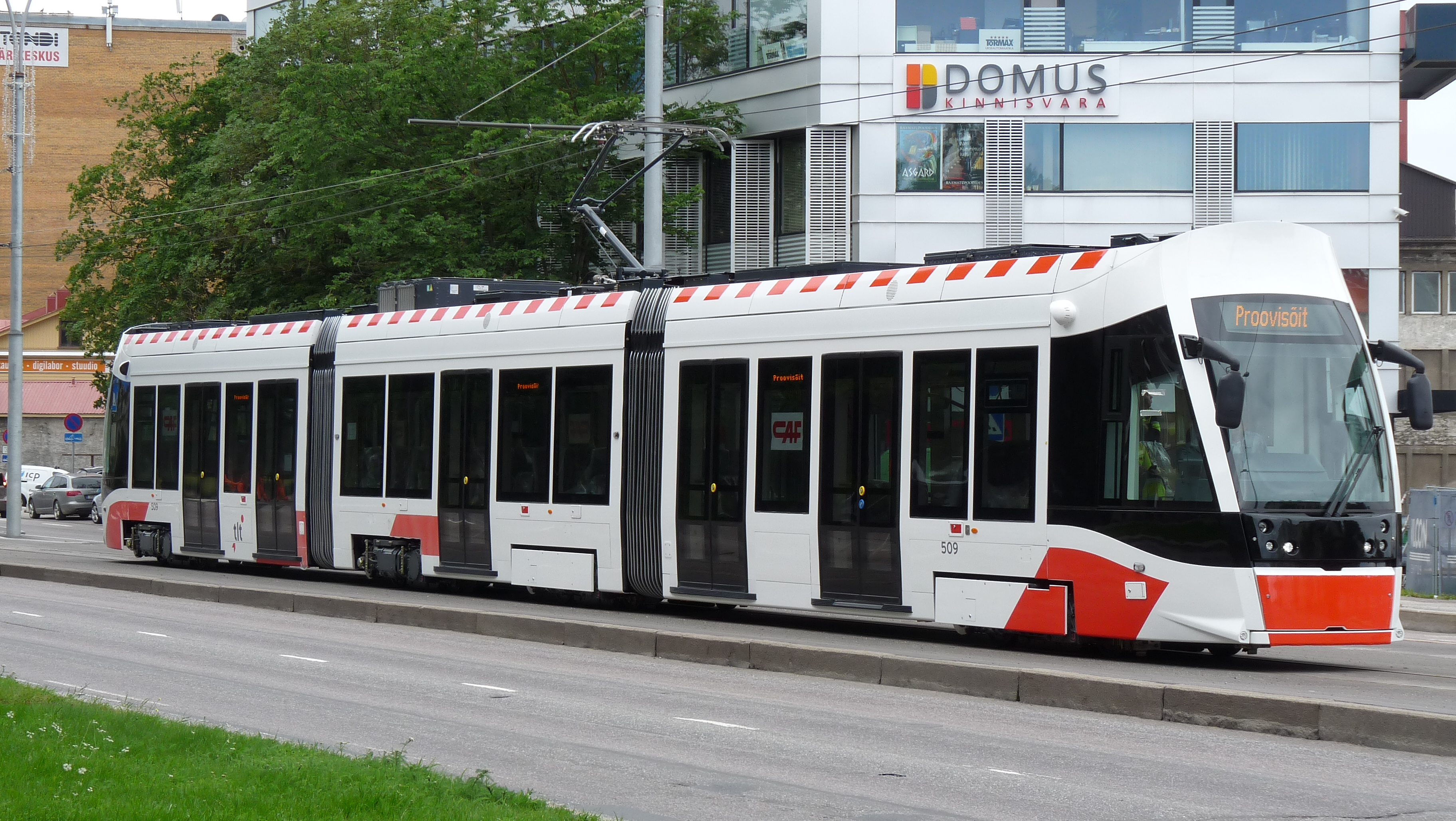
Maarika（509）
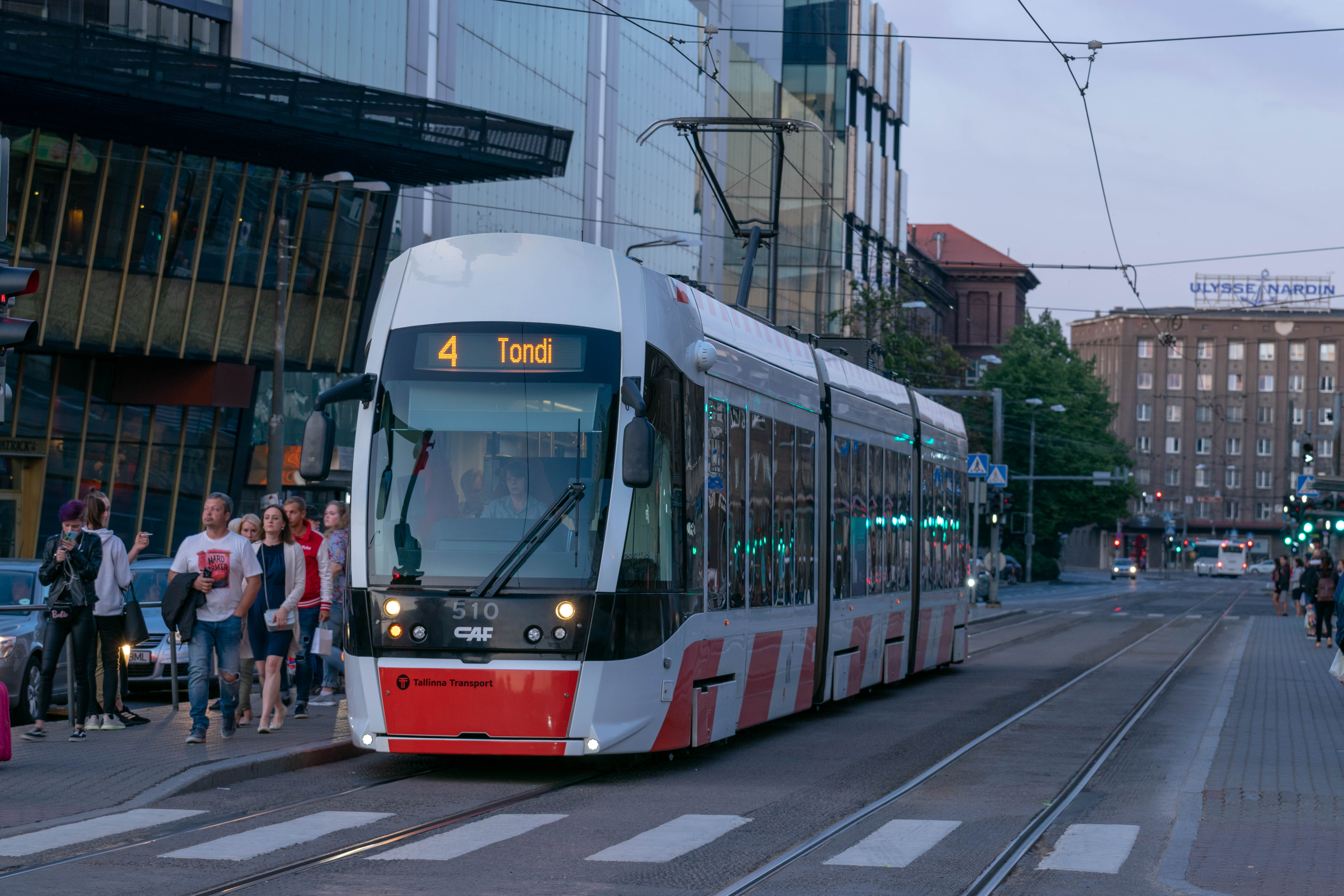
Annika（510）
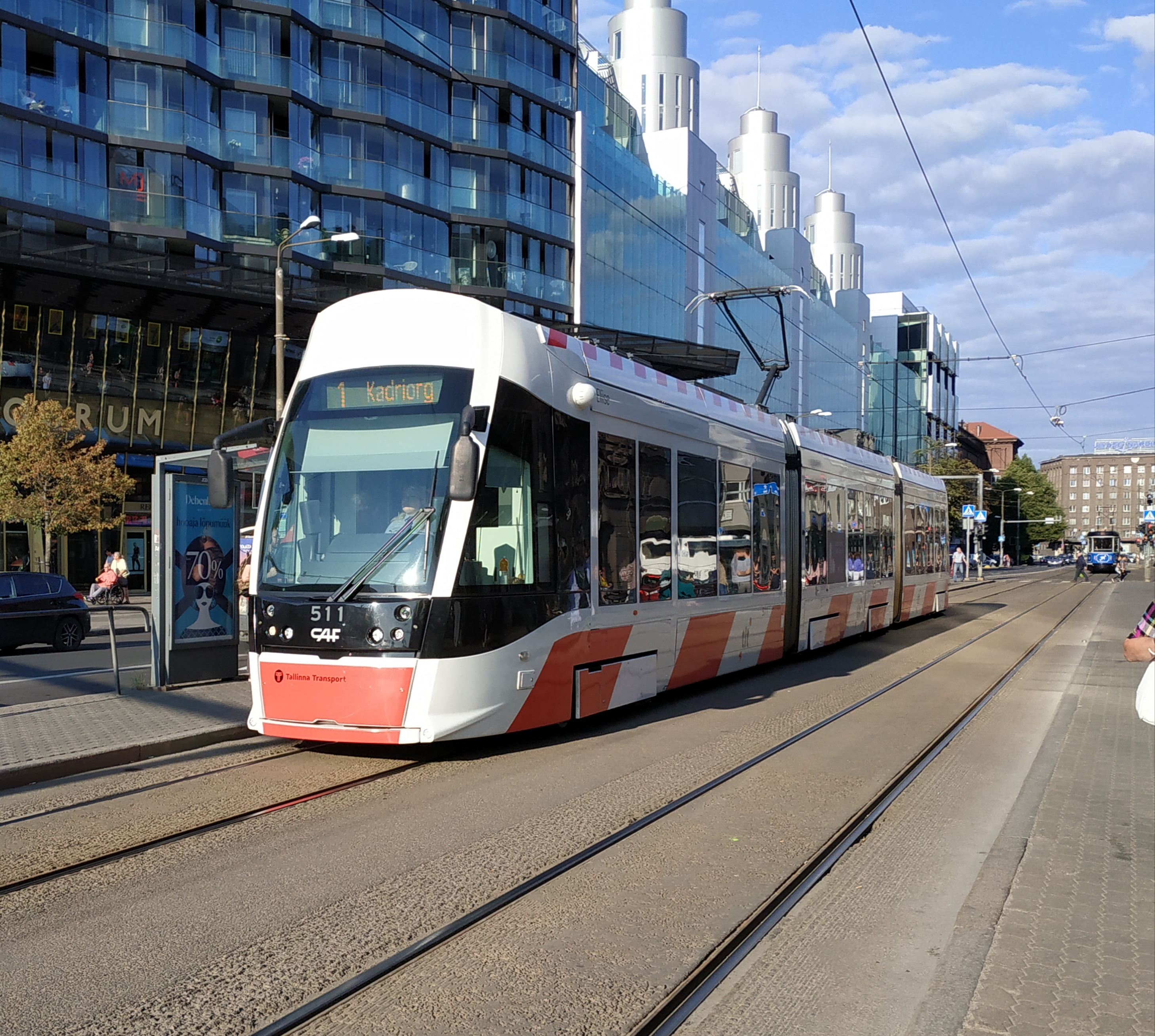
Eliise（511）
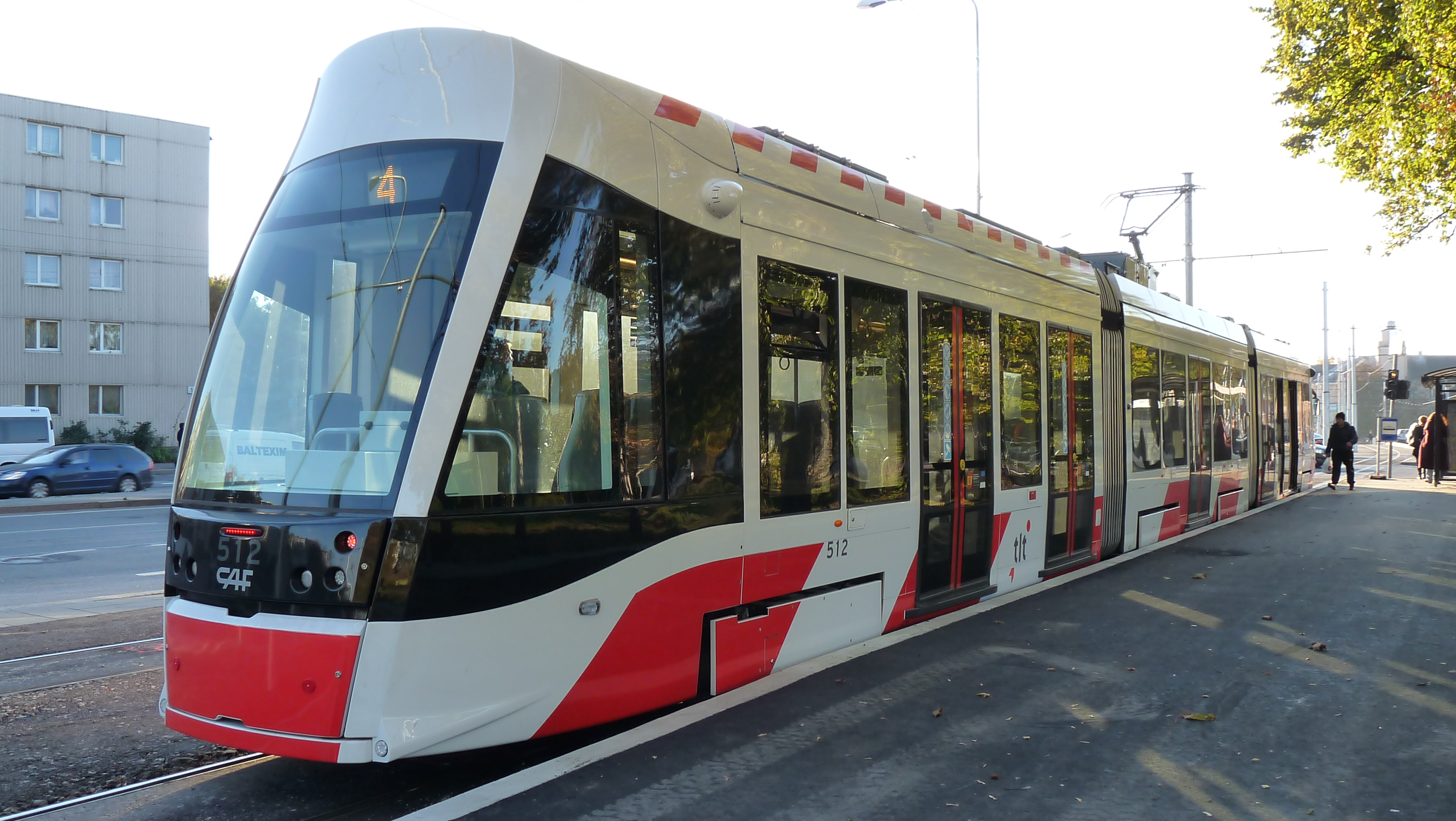
Karmen（512）
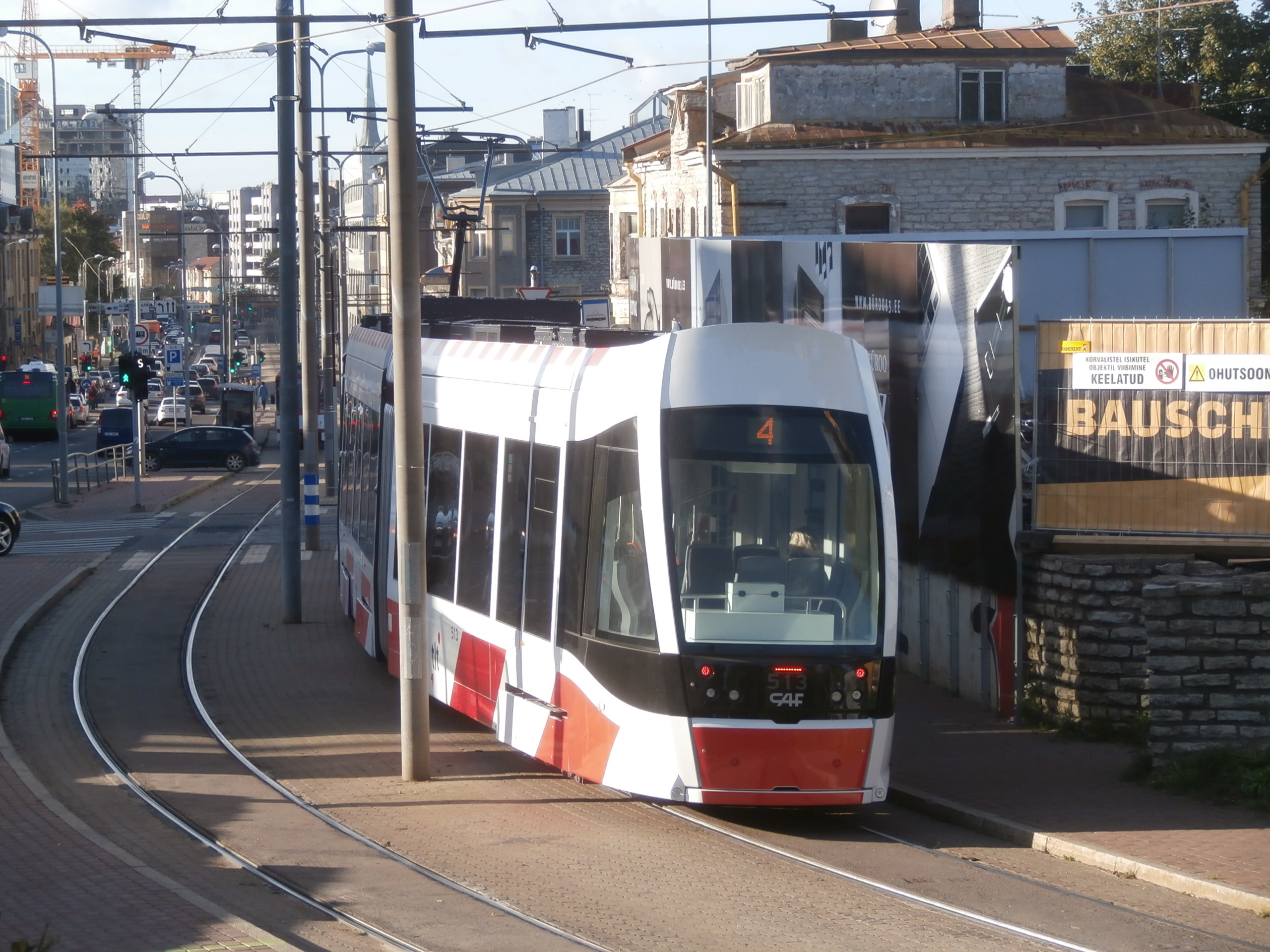
Katariina（513）
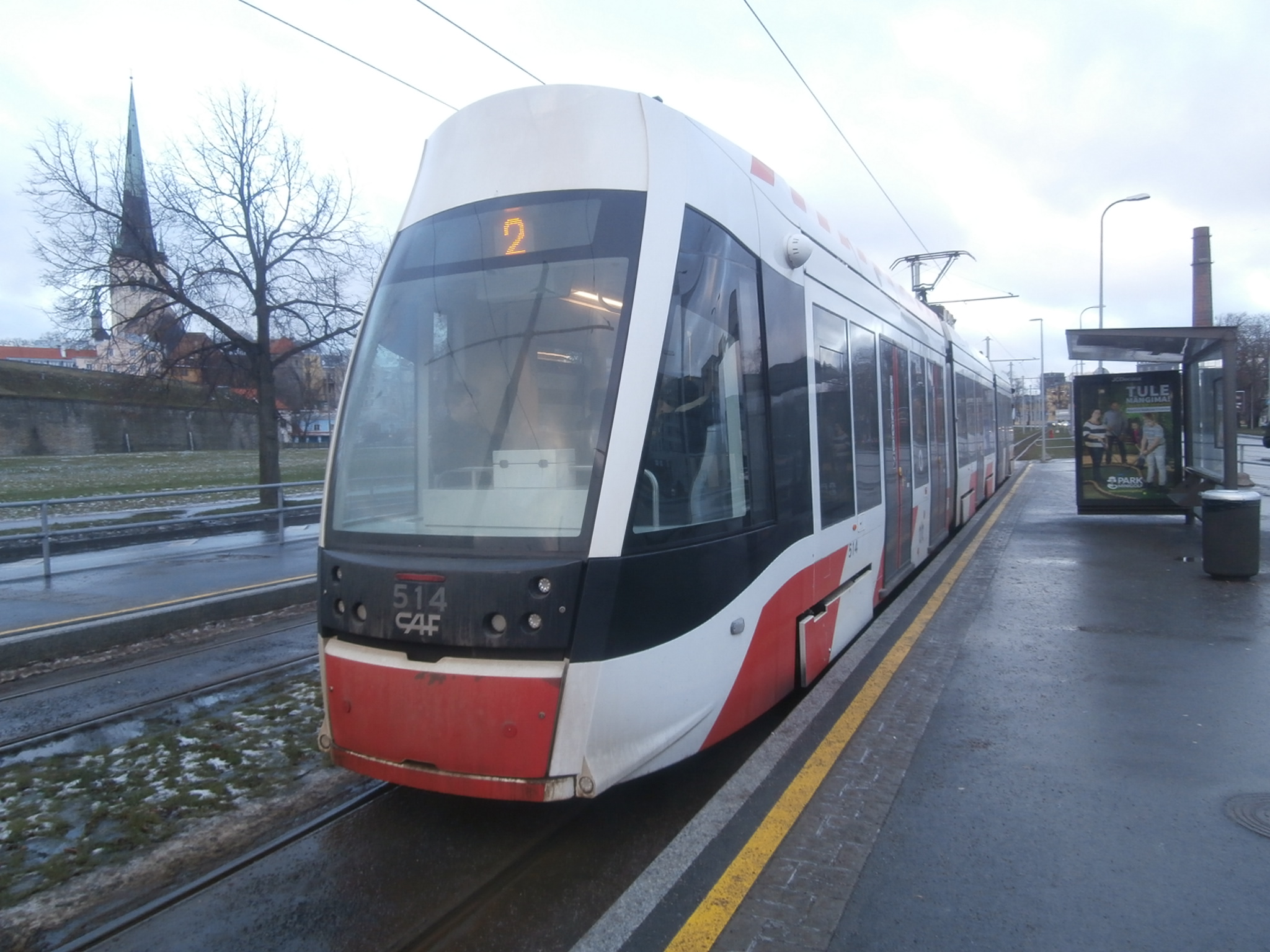
Sirje（514）
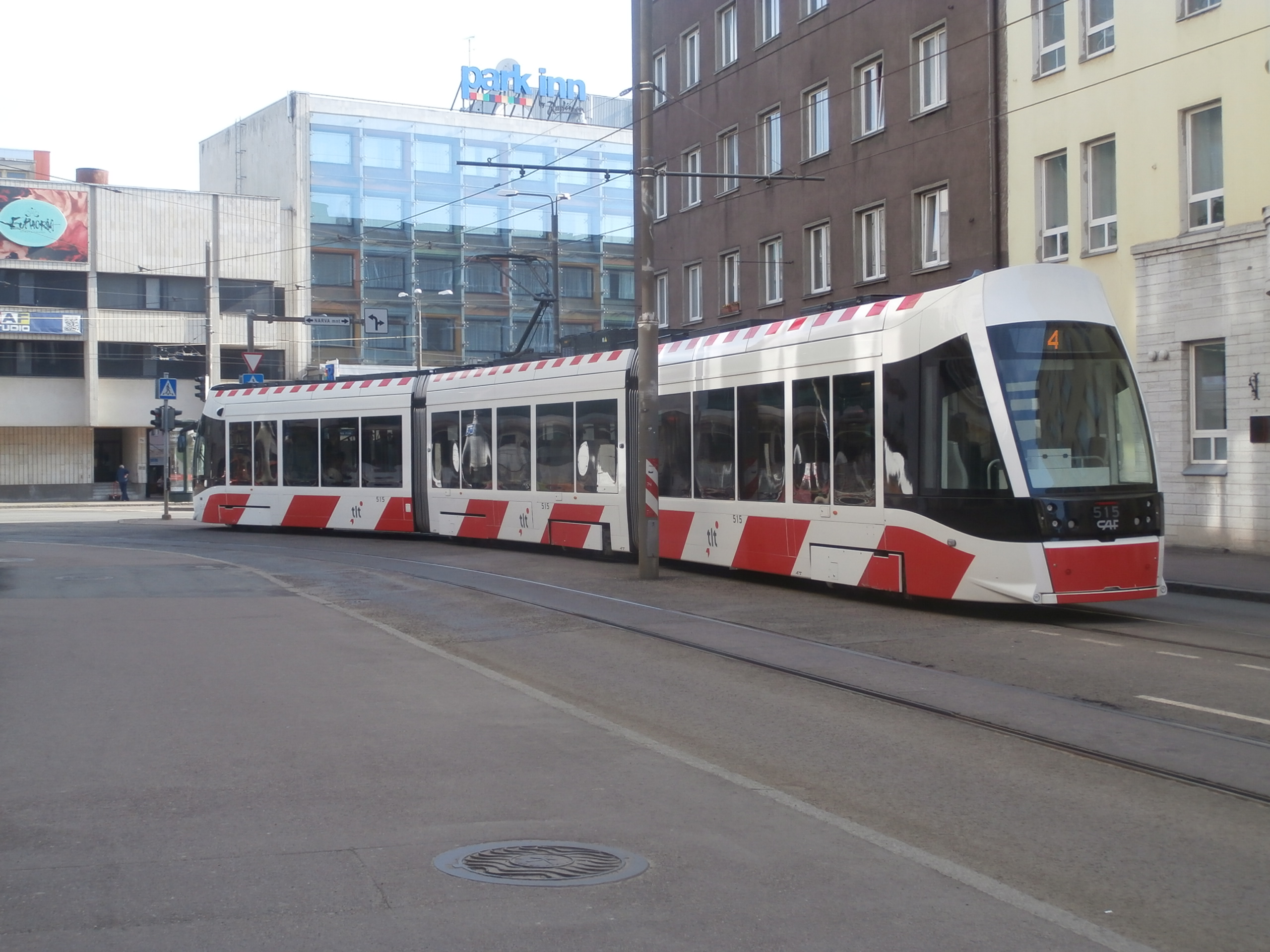
Koidula（515）
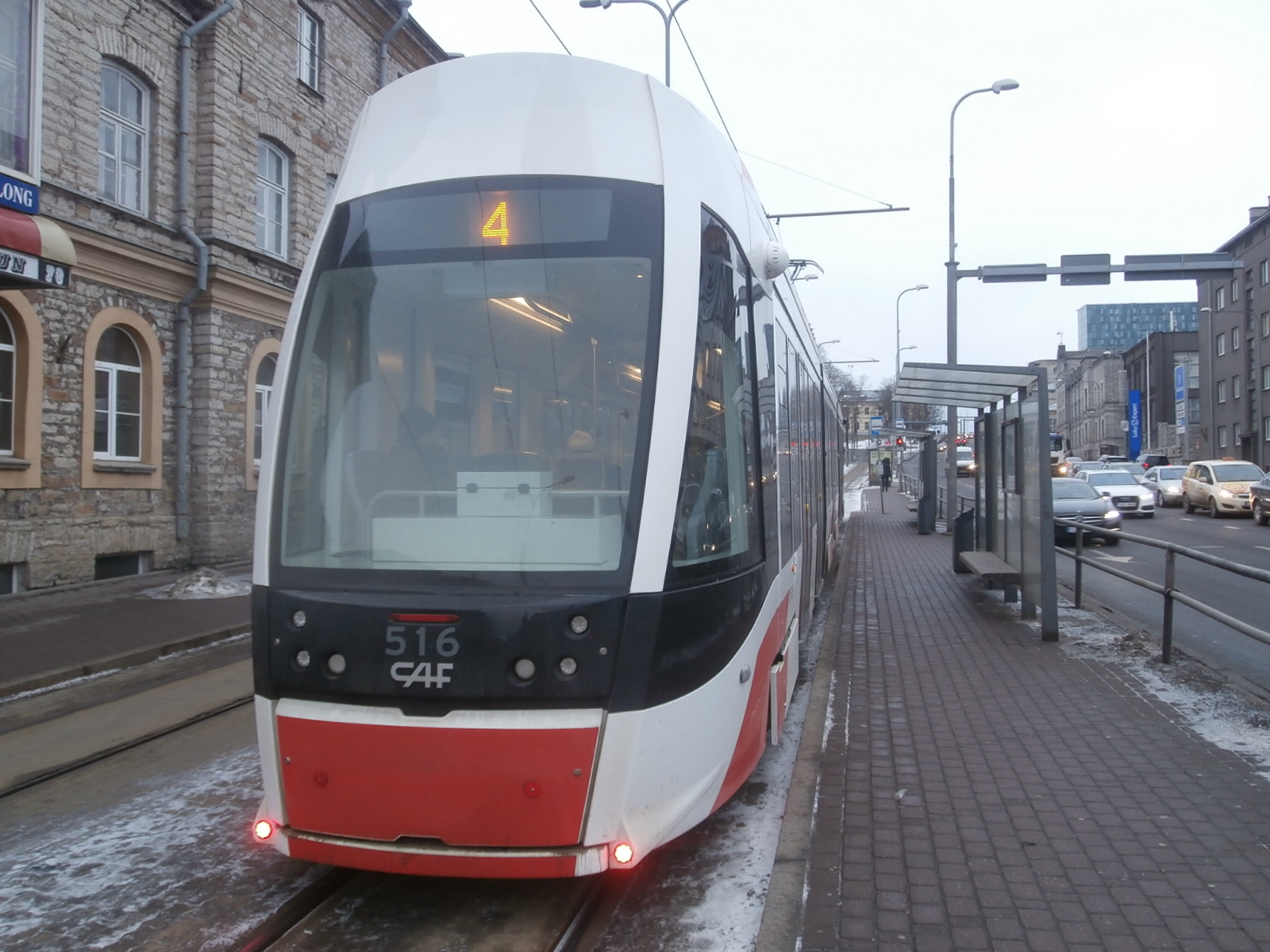
Linda（516）
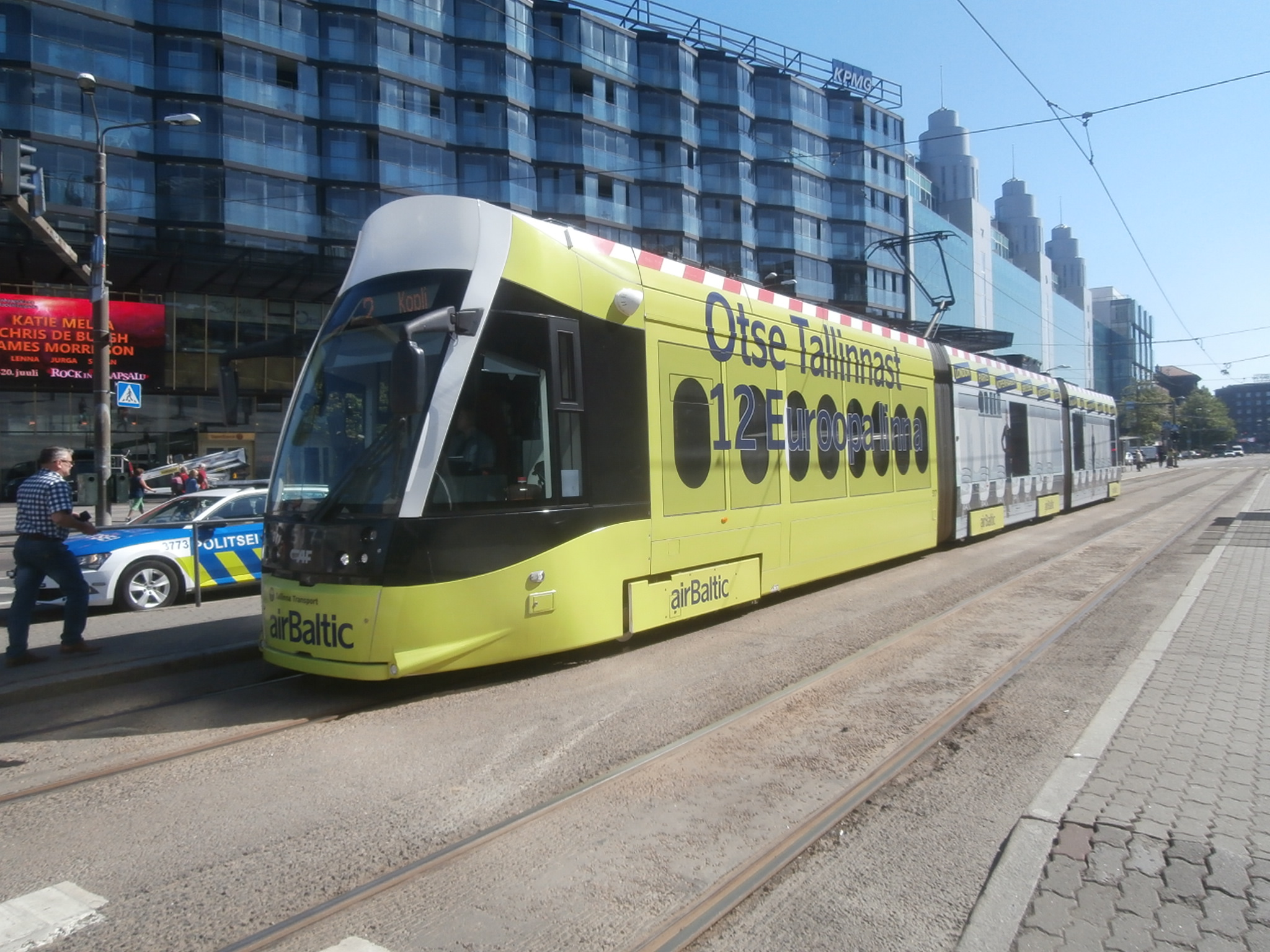
Maria（517）
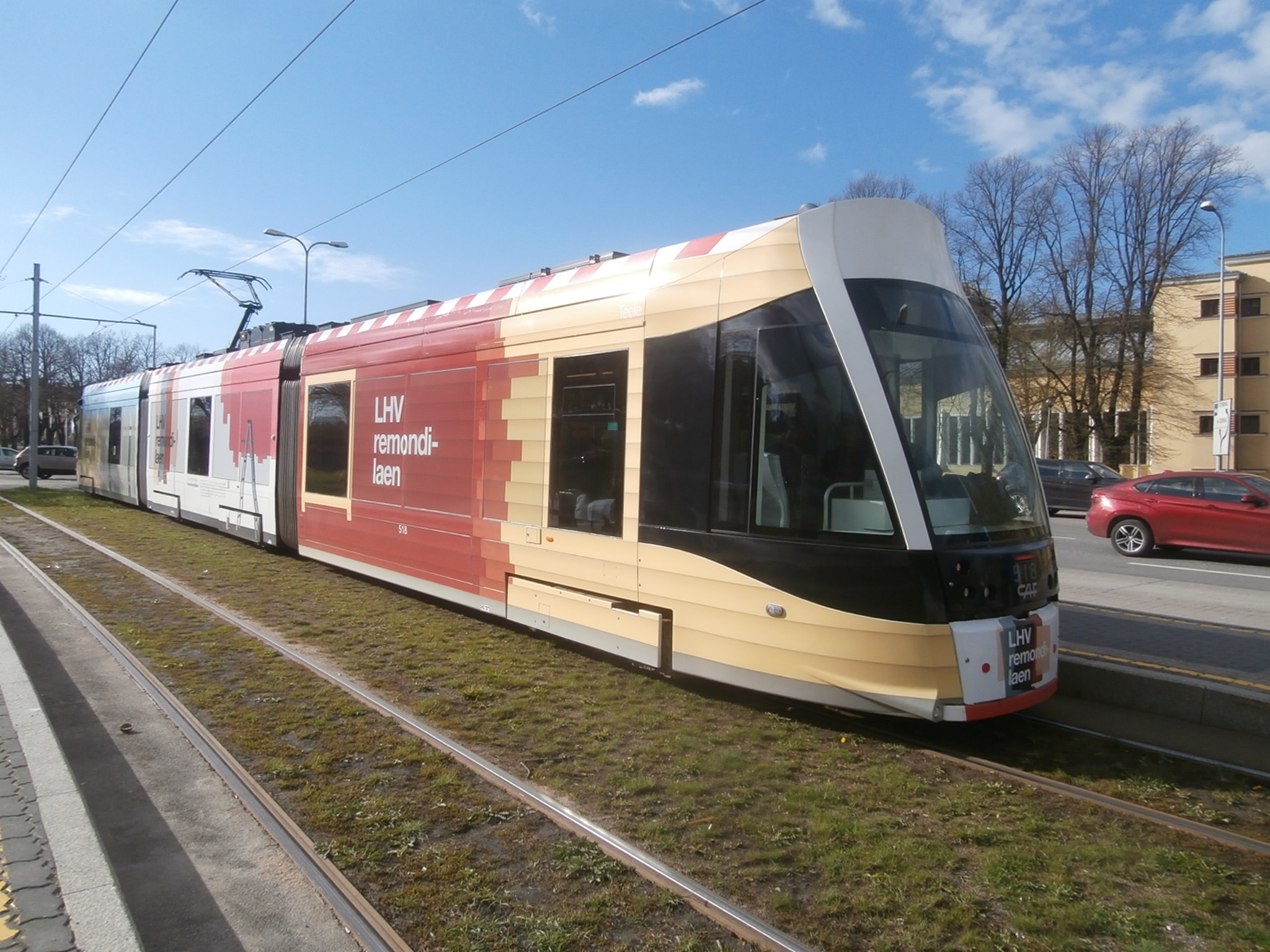
Teele（518）
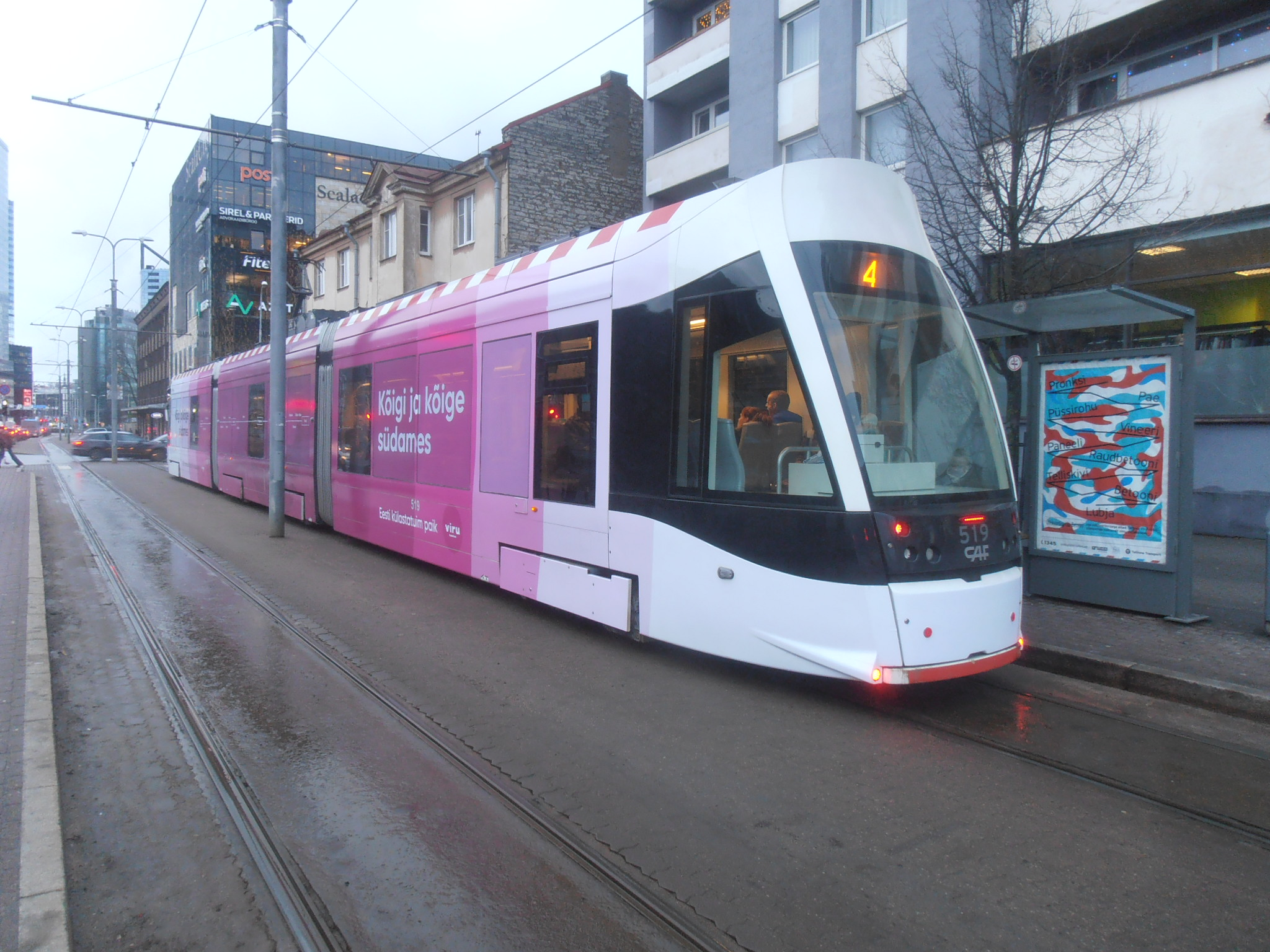
Triinu（519）
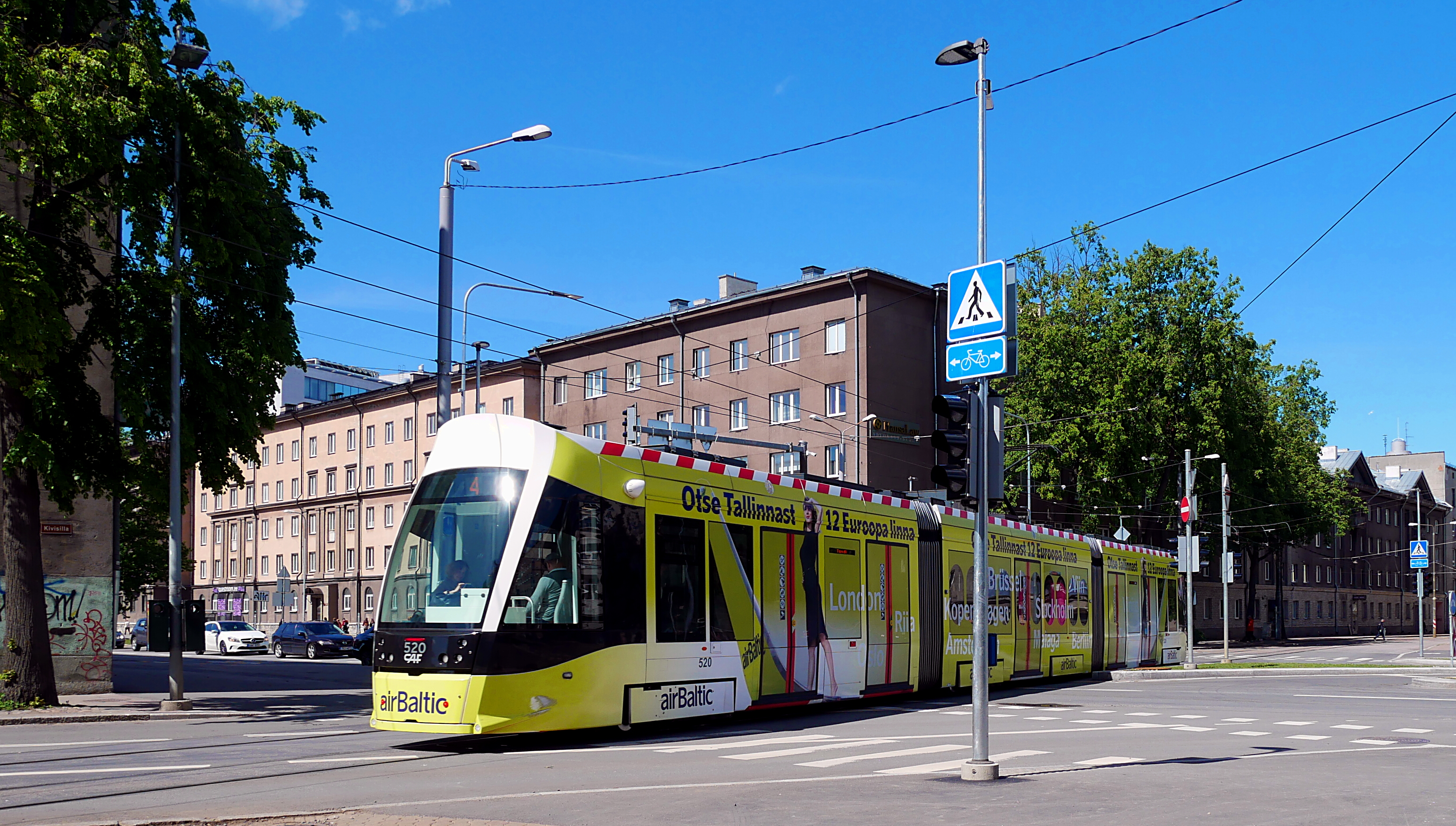
Kersti（520）